# Soulèvement d'El Beïda
Guerre civile libyenne de 2011
Batailles
- 1re Benghazi
- El Beïda
- Derna
- 1re Tripoli
- Misrata
- 1re Zaouïa
- Djebel Nefoussa (1re Dehiba
- 2e Dehiba
- Gharyan)
- 1re Brega
- 1re Ras Lanouf
- 1re Ben Jawad
- 2e Ras Lanouf
- 2e Brega
- 1re Ajdabiya
- 2e Benghazi
- 2e Ajdabiya
- 1re golfe de Syrte
- 3e Brega
- Al Jawf
- Front de Misrata (Zliten
- Tawarga
- 2e Zaouïa
- 4e Brega
- Fezzan
- Birak)
- 5e Brega
- 3e Zaouïa
- 2e Tripoli
- 2e Sebha
- 2e golfe de Syrte (Syrte)
- Offensive de Bani Walid (Tarhounah - Bani Walid)

- Intervention militaire de l’OTAN
- Opération Ellamy (Royaume-Uni)
- Opération Harmattan (France)
- Opération Odyssey Dawn (États-Unis)
- Opération Mobile (Canada)

La bataille d'El Beïda est une bataille opposant les forces pro-Kadhafi aux rebelles libyens du 16 au 18 février 2011 dans la ville d'El Beïda. Elle s'est terminée par la prise de la ville par les rebelles.

## Déroulement
Le 16 février, des milliers de personnes sont descendues dans les rues d'El Beïda en exigeant la démission du dirigeant libyen Mouammar Kadhafi, et des affrontements ont eu lieu avec la police, qui ont fait cinq morts dans la population.
Le 17 février, lors de plusieurs affrontement entre la population et la police, entre 15 et 46 civils sont tués.
Le 18 février, après de nouveaux affrontements, une police locale rejoint la révolte, les soldats du colonel Mouammar Kadhafi tentent de reprendre la ville, mais ils sont repoussés. Beaucoup d'entre eux ont été enfermés dans un poste de police et brûlés par les rebelles alors que d'autres ont été exécutés devant le Palais de Justice. Les rebelles affirmeront que 29 d'entre eux auraient été torturés et tués par les soldats de Kadhafi, en guise de représailles.